# Wake Me Up! (chanson de Speed)
Pour les articles homonymes, voir Wake Me Up.
Singles de SPEED
Go! Go! Heaven
(26 mars 1997) White Love
(15 octobre 1997)
Wake Me Up! est le quatrième single du groupe SPEED, sorti en 1997.

## Présentation
Le single, écrit, composé et produit par Hiromasa Ijichi, sort le 6 août 1997 au Japon sur le label Toy's Factory, au format mini-CD single de 8 cm de diamètre (alors la norme pour les singles au Japon), quatre mois après le précédent single du groupe, Go! Go! Heaven. Il atteint la 2e place du classement des ventes de l'Oricon, et reste classé pendant 16 semaines. Il restera le 6e single le plus vendu du groupe.
La chanson-titre Wake Me Up! a été utilisée comme thème musical pour un clip publicitaire de la marque Rohto. Elle bénéficie d'un clip vidéo tourné aux Philippines. Elle figurera dans une version remaniée (sous-titrée "Rise Mix") sur le deuxième album du groupe, Rise, qui sortira neuf mois plus tard en 1998. Elle figurera aussi dans une autre version remaniée (sous-titrée "Growin’up! Mix") sur la compilation Moment de 1998, et dans sa version "Rise Mix" sur la compilation Dear Friends 1 de 2000 ; elle sera interprétée sur les albums live Speed Memorial Live de 2001 et Best Hits Live de 2004, et sera aussi ré-enregistrée pour l'album de reprise Speedland de 2009.
La chanson en "face B", Nettaiya, figurera aussi sur l'album Rise, sur la compilation Moment, sur le live Best Hits Live, et sera également ré-enregistrée sur Speedland. Le single contient aussi les versions instrumentales des deux chansons.

## Liste des titres
Toutes les chansons sont écrites et composées par Hiromasa Ijichi, arrangées par Yasutaka Mizushima.
| 1. | Wake Me Up!                          | 4:50 |
| 2. | Nettaiya (熱帯夜)                    | 3:03 |
| 3. | Wake Me Up! (Instrumental)           | 4:50 |
| 4. | Nettaiya (Instrumental) (熱帯夜 ...) | 3:03 |